# Phonapate madecassa
Phonapate madecassa är en skalbaggsart som beskrevs av Pierre Lesne 1899. Phonapate madecassa ingår i släktet Phonapate och familjen kapuschongbaggar. Inga underarter finns listade i Catalogue of Life.